# بروبرانولول
بروبرانولول (الأسماء) هو دواء يستخدم أساساً في علاج ارتفاع ضغط الدم. كان أول نجاح لإنتاج حاصرات بيتا، وهو الدواء الوحيد الذي أثبت فعاليته في الوقاية من الصداع النصفي لدى الأطفال. يتوفّر البروبرانولول بصورة كهيدروكلوريد بروبرانولول، وتنتجه شركة أسترا زينيكا وايث تحت الاسم التجاري أنديرال (Inderal).

## التاريخ والتطور
اكتشف البروبرانولول العالم الأسكتلندي جيمس بلاك في أواخر الخمسينيات من القرن الماضي. وفي عام 1988 حصل جيمس بلاك على جائزة نوبل في الطب لهذا الاكتشاف. بروبرانولول كانت مستمدة من β المبكر هرمون التوتر الخصوم دايكلورويزوبرينالين وبرونيثالول تعديل الهيكلية الرئيسية، التي قامت أساسا عن طريق لجميع حاصرات بيتا لاحقة، تم إدراج الجسر ميثوكسي في هيكل أريليثانولامين (arylethanolamine) من برونيثالول الأمر الذي أدى إلى زيادة فاعلية للمجمع. هذا أيضا على ما يبدو في القضاء على السرطنة وجدت مع برونيثالول في النماذج الحيوانية.
الأدوية الأحدث والأكثر انتقائية لحاصرات بيتا (مثل نبيفولول تستخدم الآن في علاج ارتفاع ضغط الدم).

## موانع الاستعمال
يمنع استخدام بروبرانولول للمرضى بالحالات التالية:
- أمراض الشعب الهوائية العكوسة، لا سيما الربو أو مرض الانسداد الرئوي المزمن (COPD)
- بطء القلب (<60 نبضة / دقيقة)
- متلازمة العقدة الجيبية المرضية
- الحصر الأذيني البطيني (من الدرجة الثانية أو الثالثة)
- صدمة
- انخفاض ضغط الدم الشديد
- سمية الكوكايين

## الآثار السلبية
بروبرانولول ينبغي أن يستخدم بحذر للمرضى مع:
- مرض السكري أو فرط نشاط الغدة الدرقية، بسبب تقنع علامات وأعراض نقص سكر الدم.
- أمراض الأوعية الدموية الطرفية ومتلازمة Raynaud، والتي قد تتفاقم
- ورم القواتم Phaeochromocytoma، قد يتفاقم ارتفاع ضغط الدم قبل المعالجة بحاصر ألفا
- الوهن العضلي الوبيل، الذي قد يزداد سوءاً
- أدوية أخرى المؤدية لبطء القلب

### الحمل والإرضاع
بروبرانولول، مثل حاصرات بيتا الأخرى، تصنف على أنها من الفئة C للحمل في الولايات المتحدة وفئة C من ADEC في أستراليا. تقلل عوامل حاصرات β بشكل عام نضح المشيمة التي قد تؤدي إلى نتائج سلبية لحديثي الولادة، بما في ذلك المضاعفات الرئوية أو القلب، أو الولادة المبكرة. قد يواجه حديثي الولادة تأثيرات ضارة إضافية مثل نقص السكر في الدم وبطء القلب.
تظهر معظم حاصرات β في حليب النساء المرضعات. ومع ذلك، بروبرانولول يرتبط بشدة مع البروتينات في مجرى الدم ويتم توزيعها في حليب الثدي عند مستويات منخفضة جداً. ولا يتوقع أن تشكل هذه المستويات المنخفضة أي خطر على الرضاعة الطبيعية، والأكاديمية الأمريكية لطب الأطفال تعتبر العلاج بروبرانولول «متوافقة عموماً مع الرضاعة الطبيعية».
بسبب القدرة العالية لاختراق حاجز الدم في الدماغ، حاصرات بيتا المحبة للدهون مثل بروبرانولول والميتوبرولول هي أكثر عرضة من غيرها من حاصرات بيتا أقل المحبة للدهون لتسبب اضطرابات النوم مثل الأرق والأحلام الحية والكوابيس. تقلل الأحلام (النوم المسرع لحركة العين، REM) وتزيد الصحو.
ردود الفعل الضارة للأدوية المرتبطة بالعلاج بالبروبرانولول هي مماثلة لحاصرات بيتا الأخرى المحبة للدهون.

## الروابط الخارجية
- Stapleton MP (1997). "Sir James Black and propranolol. The role of the basic sciences in the history of cardiovascular pharmacology". Texas Heart Institute Journal. ج. 24 ع. 4: 336–42. PMC:325477. PMID:9456487.
- Scientific American Interview with James McGaugh
- U.S. National Library of Medicine: Drug Information Portal - Propranolol